# Arca (álbum)
Arca es el tercer álbum de estudio de la cantante venezolana Arca, lanzado el 7 de abril de 2017 a través de XL Recordings. Es el primer álbum de estudio en el que Arca incluye voces principales interpretadas por ella misma, cantadas en su lengua materna, el español. Recibió elogios universales de la crítica.

## Antecedentes
El 28 de febrero de 2016, Ghersi anunció a través de Instagram que su nuevo álbum se titularía Reverie y que estaba casi terminado. Sin embargo, el 22 de febrero de 2017, informó que el álbum se titularía en realidad Arca. Explicó en una entrevista para la revista i-D que no quería que el álbum fuera homónimo, sino que todos los otros nombres le parecían incorrectos: «Pasé todo un año probando nombres diferentes, todos se sentían ajenos. Pero como uso mi voz de una manera en la que nunca lo había hecho antes, no me pareció extraño llamarlo Arca». El uso de su voz en el nuevo álbum fue inspirado por su colaboradora y amiga Björk:

«No sé si alguna vez habría cantado en este álbum si no fuera por Björk. Estábamos juntas en el auto y yo había estado cantando por diversión, y ella se volvió hacia mí muy casualmente y me preguntó si alguna vez había considerado cantar en mi música. Simplemente lo descarté. Pero luego la tomé muy en serio porque la respeto profundamente como vocalista. Me dio tanta orientación, así que realmente quiero celebrar eso cuando hablo del álbum. Fue algo muy importante. Fue muy alentadora durante todo el proceso, y no sé si habría sido tan valiente para hacer esto sin ella como amiga».

La cantante explicó que la razón por la que cantaba en español era que era el idioma con el que aprendió a procesar las emociones y la lengua de su crianza, en la que sus padres «peleaban y se divorciaban». Dijo que le resultaba mucho más natural manifestar ciertas cosas muy privadas e íntimas en español.
Ghersi comentó que las letras del álbum son «todas recientes y todas, excepto una canción, improvisadas», y que «nunca me senté a escribir una palabra para luego cambiarla por una mejor», agregando: «Grabé muchas melodías y letras, y si eran lo suficientemente puras, las dejaba así. No dejé que mi mente crítica interrumpiera el flujo». Muchas canciones incluyen referencias a sus influencias, como las letras de «Anoche», que hacen referencia a la canción de Björk de 1995, «I Miss You», y algunas de las letras de «Reverie», que se toman directamente del clásico folclórico venezolano «Caballo Viejo», compuesto por Simón Díaz.

## Lanzamiento y promoción
Ghersi anunció el título del álbum y la fecha de lanzamiento a través de Twitter junto con el tema de apertura del álbum, «Piel», el 22 de febrero de 2017. La lista de canciones incluye la previamente compartida «Sin Rumbo», que apareció en su lanzamiento anterior, Entrañas, y «Urchin», lanzada el 29 de diciembre de 2015. El 24 de febrero, lanzó el segundo tema, «Anoche», junto con un video musical dirigido por su colaborador, Jesse Kanda, quien también diseñó la portada del álbum. Billboard incluyó la portada de Kanda como una de las peores de 2017. El 16 de marzo, Ghersi lanzó otro video dirigido por Kanda para «Reverie». El 24 de marzo, se lanzó «Saunter». Además, «Saunter» y «Reverie» fueron lanzados en una edición limitada de sencillos de 12 pulgadas junto con el lanzamiento del álbum. El 10 de abril, lanzó un video musical para la décima canción, «Desafío».

## Recepción de la crítica
En Metacritic, que asigna una puntuación normalizada de 100 a reseñas de críticos, el álbum obtuvo una calificación promedio de 87, basada en 20 reseñas, lo que indica «aclamación universal». Heather Phares de AllMusic elogió a Ghersi por expandir sus límites en Arca, afirmando además que «la vulnerabilidad que muestra hace que sea una de sus músicas más emocionantes y conmovedoras hasta ahora». Nina Corcoran de The A.V. Club alabó el álbum, afirmando: «Si las fluctuaciones irregulares de los lanzamientos anteriores de Ghersi le ganaron un culto de seguidores, entonces las baladas sinceras que se esparcen a lo largo de Arca deberían otorgarle a Arca el reconocimiento que merece». Shahzaib Hussain, crítico de la revista Clash, consideró que Arca «navega un flujo constante de melancolía minimalista, yuxtapuesto contra las intensas y operísticas voces de Ghersi; el efecto es una trascendencia ceremonial».
David Sackllah de Consequence describió el álbum como «el disco más atrevido y cautivador de Arca hasta ahora», agregando que «Al despojar las capas de su persona, Ghersi se descompone en un intento de encontrar renacimiento, tratando de reconciliar su pasado y presente». Bryon Hayes de Exclaim! dijo: «Este ir y venir se mantiene a lo largo de Arca, demostrando que Ghersi no ha perdido su gusto por la cacofonía electrónica moderada, pero ha expandido su paleta, con resultados impresionantemente hermosos».
Miles Bowe de Fact elogió la composición del álbum, afirmando que es «el más centrado de su carrera» y destacando que las voces muestran su evolución hacia adelante. Con una puntuación perfecta, Rachel Aroesti de The Guardian comentó: «El exquisito tema de apertura «Piel» captura la interacción entre el aplomo y la postración que ha hecho del ritual católico una fuente artística tan rica, mientras que el humor irónico lo proporciona «Whip» – latigazos hiperreales acompañados por el sonido de un robot apagándose – y «Desafío», que toma el pop eurotrash desechable y lo convierte en algo digno de una contemplación piadosa».
Kevin Lozano de Pitchfork etiquetó el disco con el distintivo «Best New Music», mencionando que el trabajo de Ghersi «sigue siendo misterioso, pero no tan opaco; no te mantiene a distancia, en cambio, ofrece sus placeres con mayor disposición». Ryan Keeling de Resident Advisor describió el álbum como «la obra más lograda de Arca hasta la fecha». Andrew Paschal de PopMatters opinó que el disco «se niega a solidificarse en una forma legible y fácilmente reconocible, desafiando nuestras expectativas del trabajo de la artista mientras permanece desvinculado de una lógica interna claramente delineada», describiendo el resultado como «emocionalmente cautivador y conceptualmente emocionante». Andy Beta de Spin elogió Arca por ser el álbum «más atractivo, emocionalmente agotador y confrontacional de Ghersi hasta la fecha».

## Lista de canciones
| Edición estándar |              |          |  |
| N.º              | Título       | Duración |  |
| 1.               | «Piel»       | 4:07     |  |
| 2.               | «Anoche»     | 3:36     |  |
| 3.               | «Saunter»    | 2:09     |  |
| 4.               | «Urchin»     | 4:00     |  |
| 5.               | «Reverie»    | 3:12     |  |
| 6.               | «Castration» | 3:21     |  |
| 7.               | «Sin Rumbo»  | 3:35     |  |
| 8.               | «Coraje»     | 4:31     |  |
| 9.               | «Whip»       | 1:20     |  |
| 10.              | «Desafío»    | 3:53     |  |
| 11.              | «Fugaces»    | 3:07     |  |
| 12.              | «Miel»       | 2:56     |  |
| 13.              | «Child»      | 3:23     |  |

| Edición japonesa (bonus track) |                     |          |  |
| N.º                            | Título              | Duración |  |
| 14.                            | «Saunter» (reprise) | 4:59     |  |

## Posicionamiento en listas
| Listas (2017)                           | Mejor posición |
| --------------------------------------- | -------------- |
| Bélgica (Ultratop Flandes)              | 46             |
| España (PROMUSICAE)                     | 87             |
| Estados Unidos (Top Heatseekers Albums) | 18             |
| Estados Unidos (Independent Albums)     | 50             |